# بهمن آزموده
بهمن آزموده زاده ۱۳۲۷ شهر ملایر و مجسمه‌ساز است.

## زندگی‌نامه
او در ۲۱ تیرماه ۱۳۲۷ در شهر ملایر به دنیا آمد.
پدر او که اهل شعر و شاعری و خوشنویسی بود در گرایش بهمن آزموده به هنر تأثیر زیادی داشت.
او در سال ۱۳۷۳ از شرکت مخابرات ایران بازنشسته شد. او با شکل دادن یک تکه چوب هنر مجسمه‌سازی را آغاز کرد و نمایشگاه‌های متعددی را در داخل و خارج از ایران برگزار کرد.
اولین نمایشگاه آثار وی در سال ۱۳۷۴ در نگارخانه سعدآباد به نمایش درآمد.
او نمایشگاههای متعددی را در داخل و خارج از ایران برگزار کرده‌است.
او مدرس دانشگاه الزهراو دانشگاه هنر و عضو کمیته هنرهای سنتی فرهنگستان هنر، عضو کمیته هنرهای صناعی فرهنگستان هنر، مدرس دانشگاه و عضو انجمن مجسمه سازان است.
آزموده، برنده جایزه جشنواره بین‌المللی فیلم سبز(محیط زیست) نیز شده‌است.

## فعالیت‌ها
برگزاری نمایشگاه «نقش آهوانی از عشق» در مؤسسهٔ فرهنگی هنری صبا در آبان ۱۳۹۵